# 사랑은 이런거야
《사랑은 이런거야》는 2001년 10월 29일부터 2002년 6월 28일까지 방영된 한국방송공사 1TV 일일연속극이다.

## 방송 시간
| 방송 채널 | 방송 기간                          | 방송 시간                           | 방송 분량 |
| --------- | ---------------------------------- | ----------------------------------- | --------- |
| KBS 1TV   | 2001년 10월 29일 ~ 2002년 6월 21일 | 매주 월요일 ~ 금요일 밤 8:25 ~ 9:00 | 35분      |
| KBS 1TV   | 2002년 6월 24일 ~ 2002년 6월 26일  | 월요일 ~ 수요일 밤 8:25 ~ 9:00      | 35분      |
| KBS 1TV   | 2002년 6월 27일, 2002년 6월 28일   | 목요일, 금요일 저녁 7:50 ~ 9:00     | 70분      |

## 기획 의도
가족과 부모에 대한 효, 가족과 부부 간의 갈등, 신뢰, 친구 간의 우정, 형제 간의 우애, 가족과 이웃 간의 온정 등 참된 사랑의 의미와 사랑을 재미난 소재를 찾아내는 드라마

### 집필의도
근간의 TV드라마는 시청자와의 지나친 영합으로 저급한 오락수준에 머물러 국민의 정서에 해를 끼치는 경우도 있고 또 재미없고 맥풀리는 전개로 시청자에게 외면 당하는 경우도 있다. 따라서 위의 두 가지 부정적인 측면을 불식시키고 이 시대 가장 바람직한 드라마를 만들려고 한다.
불특정 다수의 공감을 얻고 그들의 욕구를 충족시켜주는 드라마. 내일은 어떤 얘기일까 기다려지는 드라마. 그 내용 속에 웃음과 눈물과 훈훈한 정감이 녹아있어 우리가 잊고 잃어 가는 것들 부모에 대한 효. 부부간의 신뢰. 친구간의 우정. 형제간의 우애, 이웃간의 온정 등 참된 사랑의 의미를 찾아내는 그런 재미있고 유익한 드라마를 만드려고 한다.

### 부부별 집필 포인트
- 차정남, 이정자부부 : 부모 뜻에 따라 얼떨결에 결혼한 후 서로 안 맞는 성격을 맞춰가며 고운정 미운정 티격태격 살아가는 50대 부부의 행복찾기
- 차상범, 안도해 부부 : 맞벌이 가정에서 어느 날 문득 실직한 남편이 전업주부가 되어 부모에게 눈총 받고 아내에겐 사랑 받는 30대 부부
- 차준범, 박훈숙 부부 : 내 인생엔 실패가 없다고 자만하는 남자와 자신이 미혼모라는 사실을 비밀로 간직한 여자. 그 진실이 밝혀지면서 겪게되는 갈등과 그로 인해 차츰 인생의 참다운 가치와 성숙한 사랑을 깨달아 가는 20대 부부.
- 차기범, 오영아 부부 : 조건보다는 사랑하나로 열렬히 연애하다 결혼 후엔 듬직한 아들과 귀여운 며느리로 집안에 상큼한 웃음과 사랑을 만들어 가는 신혼부부
- 박병두, 장금난 부부 : 사회적으로는 성공했으나 일 중독증에 걸린 남편과 늘 가슴이 허전한 갱년기 아내의 부부사랑 되찾기
- 장오복 : 남편과 이혼하고 생활 전선에서 발벗고 나선 40대 여자의 외롭지만 꿋꿋한 삶
- 나음전 : 늙어 간다는 건 슬픈 일이지만 노년을 결코 초라하지 않게, 젊고 활기차게 살아가려고 노력하는 70대 노인
- 오윤아 : 한국의 입시제도 속에서 고 3이 겪어야 하는 일상의 애환
- 나음전, 차정남, 박병두 : 한번 스승은 영원한 스승. 세월을 훌쩍 뛰어 만났으나 변함없는 존경과 사랑으로 이어지는 사제지정

## 등장 인물

### 주인공
- 이창훈 : 차준범 역 - 정남의 둘째 아들
- 윤해영 : 박훈숙 역 - 병두의 외동딸

### 준범네
- 장용 : 차정남 역 - 시청 수도국 만년계장
- 윤여정 : 이정자 역 - 정남의 아내
- 홍학표 : 차상범 역 - 정남의 큰아들
- 김성령 : 안도해 역 - 상범의 아내
- 안재환 : 차기범 역 - 정남의 막내아들

### 훈숙네
- 한진희 : 박병두 역 - 훈숙의 아버지
- 김자옥 : 장금난 역 - 훈숙의 어머니
- 최란 : 박병옥 역 - 병두의 여동생

### 영아네
- 강부자 : 나음전 역 - 금난과 오복의 어머니
- 김해숙 : 장오복 역 - 금난의 여동생, 영아의 어머니
- 최강희 : 오영아 역 - 오복의 딸
- 이유리 : 오윤아 역 - 영아의 동생
- 민욱 : 오동식 역 - 오복의 남편

### 그 외 인물
- 김일우 : 윤 역 - 병옥의 연인
- 이동욱 : 이재현 역 - 윤아의 연인 (46회부터 출연)
- 맹호림
- 정경순
- 곽정희
- 임요환
- 이준구 : 상범의 외아들 역 (아역)

## 연장
- 당초 2002년 4월 종영 예정이었으나 후속작 당신 옆이 좋아가 하희라 외의 배우들 섭외 문제로 어려움을 겪자[1] 2달 늘린 6월 막을 내렸다.

## 수상
- 2001년 KBS 연기대상 여자 우수상 윤해영
- 2001년 KBS 연기대상 여자 조연상 최란
- 2001년 KBS 연기대상 남자 신인 연기상 안재환
- 2001년 KBS 연기대상 남자 인기상 이창훈
- 2002년 KBS 연기대상 작가상 이덕재

## 참고 사항
- 홈드라마를 지향하면서 불륜 소재를 내세운 드라마들과 차별화하는 데 성공했다는 평가를 받았다.[2]
- '출생의 비밀'이라는 구태의연한 '공식'에서 벗어나지 못하였다는 한계를 이유로 2002년 12월에 열린 제15회 한국방송작가상(2001년 중후반기 때부터의 내용을 기준으로 함) 최종 후보에서 탈락했다.[3]
- 차준범 역은 난항 끝에 첫 대본연습 하루 전에야 이창훈으로 낙점되었다.[4]
- 윤해영은 해당 드라마에 캐스팅되기 전 MBC <매일 그대와> 캐스팅 제의를 받았으나[5] 약속을 어기고 해당 드라마에 출연하여 MBC 측으로부터 항의를 받았다.
- 이창훈, 윤해영, 홍학표 등을 섭외하는 과정에서 MBC-SBS 측과 한때 마찰을 빚었다.